# Olympische Winterspiele 2014/Skilanglauf – Team-Sprint (Männer)
Der Teamsprint der Männer im klassischen Stil bei den Olympischen Winterspielen 2014 fand am 19. Februar 2014 im Laura Biathlon- und Skilanglaufzentrum statt. Olympiasieger wurde das finnische Team mit Iivo Niskanen und Sami Jauhojärvi vor Russland und Schweden.

## Daten
- Datum: 19. Februar 2014, 13:15 Uhr (Qualifikation), 16:15 Uhr (Finale)
- Streckenlänge: 1800 m
- Höhenunterschied: 35 m
- Maximalanstieg: 32 m
- Totalanstieg: 62 m
- 42 Teilnehmer aus 21 Ländern, alle in der Wertung

## Ergebnisse
- Q – Qualifikation für die nächste Runde
- LL – Lucky Loser

### Halbfinale
| Platz | Lauf | Startnummer | Land                   | Sportler                                     | Zeit (min) | Anmerkungen |
| ----- | ---- | ----------- | ---------------------- | -------------------------------------------- | ---------- | ----------- |
| 1     | 1    | 2           | Deutschland            | Hannes Dotzler Tim Tscharnke                 | 23:36,23   | Q           |
| 2     | 1    | 6           | Tschechien             | Martin Jakš Aleš Razým                       | 23:39,06   | Q           |
| 3     | 1    | 5           | Schweiz                | Dario Cologna Gianluca Cologna               | 23:42,31   | LL          |
| 4     | 1    | 1           | Norwegen               | Ola Vigen Hattestad Petter Northug           | 23:43,63   | LL          |
| 5     | 1    | 3           | Italien                | Federico Pellegrino Dietmar Nöckler          | 23:58,12   |             |
| 6     | 1    | 4           | Kanada                 | Devon Kershaw Alex Harvey                    | 24:20,37   |             |
| 7     | 1    | 9           | Estland                | Peeter Kümmel Raido Ränkel                   | 24:26,49   |             |
| 8     | 1    | 7           | Österreich             | Harald Wurm Max Hauke                        | 25:01,23   |             |
| 9     | 1    | 10          | Rumänien               | Florin Daniel Pripici Paul Constantin Pepene | 26:06,80   |             |
|       | 1    | 8           | Vereinigtes Königreich | Andrew Young Andrew Musgrave                 | DNF        |             |
|       | 1    | 11          | Volksrepublik China    | Sun Qinghai Xu Wenlong                       | DNS        |             |
| 1     | 2    | 16          | Finnland               | Iivo Niskanen Sami Jauhojärvi                | 23:26,13   | Q           |
| 2     | 2    | 13          | Russland               | Maxim Wylegschanin Nikita Krjukow            | 23:26,91   | Q           |
| 3     | 2    | 15          | Schweden               | Emil Jönsson Teodor Peterson                 | 23:28,22   | LL          |
| 4     | 2    | 14          | Kasachstan             | Nikolai Tschebotko Alexei Poltaranin         | 23:28,50   | LL          |
| 5     | 2    | 17          | Vereinigte Staaten     | Simeon Hamilton Erik Bjornsen                | 23:29,14   | LL          |
| 6     | 2    | 12          | Frankreich             | Cyril Miranda Jean-Marc Gaillard             | 23:41,79   | LL          |
| 7     | 2    | 19          | Japan                  | Hiroyuki Miyazawa Yūichi Onda                | 23:49,41   |             |
| 8     | 2    | 18          | Polen                  | Maciej Kreczmer Maciej Staręga               | 23:53,09   |             |
| 9     | 2    | 20          | Slowakei               | Peter Mlynár Martin Bajčičák                 | 24:58,06   |             |
| 10    | 2    | 21          | Bulgarien              | Andrej Gridin Wesselin Zinsow                | 25:11,06   |             |
| 11    | 2    | 23          | Ukraine                | Ruslan Perechoda Oleksij Krassowskyj         | 25:31,13   |             |
| 12    | 2    | 22          | Australien             | Phillip Bellingham Callum Watson             | 25:54,31   |             |

### Finale
| Platz | Startnummer | Land               | Sportler                             | Zeit (min) | Rückstand (s) |
| ----- | ----------- | ------------------ | ------------------------------------ | ---------- | ------------- |
| 1     | 16          | Finnland           | Iivo Niskanen Sami Jauhojärvi        | 23:14,89   | —             |
| 2     | 13          | Russland           | Maxim Wylegschanin Nikita Krjukow    | 23:15,86   | +0,97         |
| 3     | 15          | Schweden           | Emil Jönsson Teodor Peterson         | 23:30,01   | +15,12        |
| 4     | 1           | Norwegen           | Ola Vigen Hattestad Petter Northug   | 23:33,55   | +18,66        |
| 5     | 5           | Schweiz            | Dario Cologna Gianluca Cologna       | 23:35,90   | +21,01        |
| 6     | 17          | Vereinigte Staaten | Simeon Hamilton Erik Bjornsen        | 23:49,95   | +35,06        |
| 7     | 2           | Deutschland        | Hannes Dotzler Tim Tscharnke         | 23:57,02   | +42,13        |
| 8     | 14          | Kasachstan         | Nikolai Tschebotko Alexei Poltaranin | 24:01,38   | +46,49        |
| 9     | 6           | Tschechien         | Martin Jakš Aleš Razým               | 24:01,83   | +46,94        |
| 10    | 12          | Frankreich         | Cyril Miranda Jean-Marc Gaillard     | DNS        |               |